# Edith Hannam
Edith Margaret Hannam (született: Boucher)  (Bristol, 1878. november 28. – Kensington, 1951. január 16.) olimpiai bajnok brit teniszezőnő.

## Pályafutása
Két aranyérmet szerzett a Stockholmban rendezett 1912. évi nyári olimpiai játékokon, mindkettőt a fedett pályás versenyeken. Megnyerte az egyéni értékelést, miután a döntőben legyőzte a dán Thora Castenschioldot. A vegyes páros küzdelmeken Charles Dixon társaként lett aranyérmes. 1914-ben párosban döntőt játszott a wimbledoni teniszbajnokságon.

## Főbb sikerei
- Wimbledoni teniszbajnokság
  - Páros döntős: 1914